# Ptochophyle moramanga
Ptochophyle moramanga är en fjärilsart som beskrevs av Pierre E.L. Viette 1978. Ptochophyle moramanga ingår i släktet Ptochophyle och familjen mätare. Inga underarter finns listade.